# Colombier (Echichens)
Colombier (toponimo francese) è una frazione di 552 abitanti del comune svizzero di Echichens, nel Canton Vaud (distretto di Morges).

## Storia

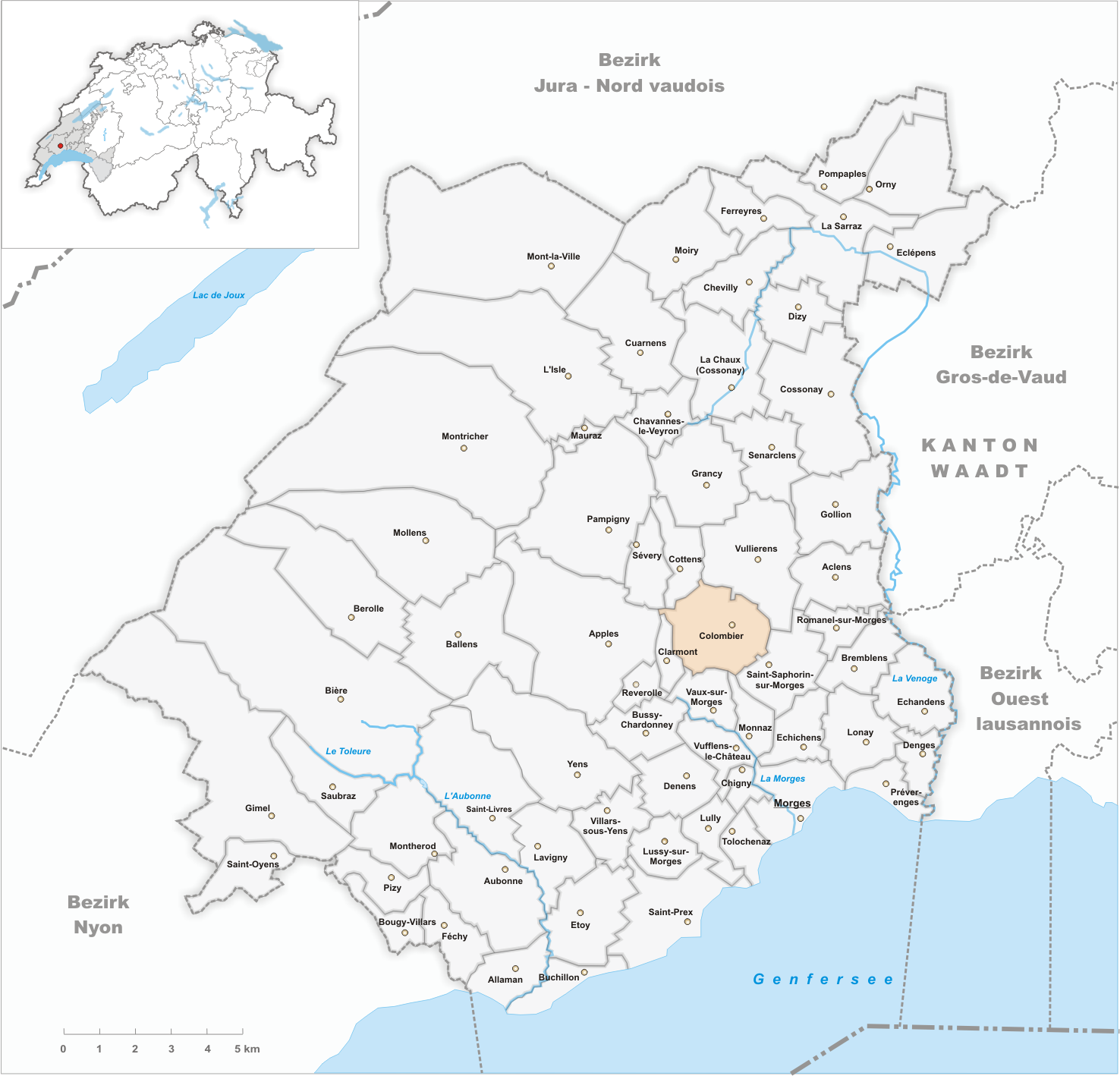
Il territorio del comune di Colombier prima degli accorpamenti comunali del 2011

Già comune autonomo che si estendeva per 5,28 km², nel 2011 fu accorpato al comune di Echichens assieme agli altri comuni soppressi di Monnaz e Saint-Saphorin-sur-Morges.

## Monumenti e luoghi d'interesse
- Chiesa riformata di San Martino, eretta nell'XI secolo[1].

## Società

### Evoluzione demografica
L'evoluzione demografica è riportata nella seguente tabella:
Abitanti censiti

## Amministrazione
Ogni famiglia originaria del luogo fa parte del cosiddetto comune patriziale e ha la responsabilità della manutenzione di ogni bene ricadente all'interno dei confini della frazione.